# Marek Krzysztof Lasecki
Marek Krzysztof Lasecki, pseud. MKL (ur. 16 lutego 1966 w Łodzi) – polski artysta malarz.

## Życiorys
Samo malarstwo Marka jest pełne życia, artysta nie obawia się użyć śmiałych, czasem nawet mocno kontrastujących ze sobą barw, a jego dzieła utrzymane są w klimacie abstrakcyjnym, zaś ich powstanie łączy jeden wspólny proces – emocje. To właśnie one przyczyniają się do tworzenia, im więcej emocji wywołuje malowany obiekt lub przedmiot, tym więcej ekspresji posiada w sobie obraz. Marek Lasecki w swoich pracach często posługuje się techniką mieszaną, nie boi się łamania schematów, odważnie łączy pastele z farbą akrylową, nie stroni także od stosowania śmiałych barw i wyraźnej, mocnej kreski.
Ulubionymi tematami w jego malarstwie są kobiece akty, zabytki, elementy architektury. Jednak według Marka Laseckiego tak naprawdę temat nie ma zbyt dużego znaczenia: „Jeżeli coś zwróci moją uwagę, to zabieram się do pracy”. Niewiele jednak osób wie, że Marek Lasecki aktem kobiecym zainteresował się dopiero, będąc na studiach, wcześniej nigdy się z nim nie spotkał. Wtedy zaczął twierdzić, że akty to interesujący temat i zaczął malować je na swoich płótnach. Bardzo duże znaczenie dla jego rozwoju twórczości i sposobu, w jaki powstają jego dzieła miało zjawisko kompensacji czyli zastępowania utraconego zmysłu słuchu, wzrokiem. To właśnie dzięki temu, poprzez dokładne zwracanie uwagi na otoczenie, dużą koncentrację i specyficzny sposób widzenia świata Marka Laseckiego. Wiele ciekawych pomysłów dostarcza mu jego wyobraźnia. Kolory i kształty stają się dla niego inspiracją, bodźcem do tworzenia, sztuką. Sztuka i twórczość Marka Laseckiego jest silnie związana z ludzkim życiem dotyczy wszelkich sytuacji, jakie ono w niesie i właśnie dlatego jest tak wyjątkowa i tak silnie oddziałująca na odbiorcę.

## Przebieg działalności
- 1986 – 1992 – pracował w CEBET, Centralne Biuro Techniczne Przemysłu Papierniczego w Łodzi jako kreślarz techniczny
- 1992 – 1999 – pracował w Polskim Związku Głuchych w Łodzi jako specjalista ds. rehabilitacji
- 1999 – 2008 – pracował w Redakcji PZG "Świat Ciszy" w Warszawie jako specjalista ds. redakcji
- 2008 – pracuje w Ośrodku Szkolno-Wychowawczym dla Głuchych w Warszawie przy ul. Łuckiej 17/23 jako nauczyciel modułu specjalizacyjnego

## Edukacja
- 2002 – 2007 Akademia Sztuk Pięknych im. Władysława Strzemińskiego w Łodzi, Wydział Grafiki i Malarstwa, studia magisterskie na kierunku Projektowanie Graficzne

## Wystawy
Indywidualne:
- 2010 – „Portrety”, Zamek Książąt Pomorskich, Szczecin
- 2010 – „Portrety”, Stara Prochownia, Warszawa
- 2007 – „Akty”, Polski Związek Głuchych, Kraków
- 2005 – „Czasy Akademickie”, Łódź
- 1989 – Wystawa Prac Malarskich, Klub Niesłyszących, Łódź
- 1987 – Wystawa Prac Plastycznych, Johanngeorgenstadt (okręg Schwarzenberg, Niemcy)

Zbiorowe:
2008
- Wystawa Malarstwa, Lwów (Ukraina)

2007
- Wystawa Poplenerowa, Sanok
- Wystawa Malarstwa, Zabrze
- Wystawa Prac Malarskich, Reims (Francja)
- Wystawa Poplenerowa, Sominy

2006
- Międzynarodowa Wystawa Artystów Niesłyszących, Rzym (Włochy)
- Wystawa Poplenerowa, Baranów Sandomierski
- Wystawa Poplenerowa, Warszawa
- IV edycja Konkursu Galerii Plakatu AMS „Wszyscy jedziemy na jednym wózku”, Warszawa
- Wystawa Poplenerowa, Poznań
- Wystawa „Polska – pierwszy rok w Unii Europejskiej”, Urząd Komitetu Integracji Europejskiej, Warszawa
- Konkurs Plakatu Antydyskryminacyjnego „Kształtowanie postaw tolerancji wobec różnorodności”, Pełnomocnik Rządu do spraw Równego Statusu Kobiet i Mężczyzn, Warszawa
- Aukcja w Oranżerii w Wilanowie, Warszawa (dochód przeznaczony dla Domu Dziecka)
- I edycja Konkursu malarskiego Samsung Art Master, Warszawa

2005
- Wystawa Poplenerowa, Jarosław
- Wystawa Poplenerowa, Łódź

2004
- Wystawa Malarstwa „Tworzę, więc jestem”, Racibórz
- Wystawa Poplenerowa, Jarkowice
- Wystawa Poplenerowa, Przemyśl

2003
- Międzynarodowy Konkurs na Logo Europejskiego Roku Edukacji poprzez Sport (EYES 2004), Berlin
- Wystawa Poplenerowa, Zakopane

2002
- Wystawa Malarstwa Niesłyszących, Polski Związek Głuchych, Kraków

2001
- Wystawa Prac Malarskich „Kraków na płótnie”, Centrum Kultury i Sztuki Osób Niepełnosprawnych „Moliere”, Kraków

2000
- Ogólnopolski Konkurs Fotograficzny Niesłyszących, Wrocław
- Wystawa obrazów namalowanych podczas warsztatów w Kłodzku, Galeria „137”, Łódź
- Ogólnopolski Konkurs Grafiki Komputerowej, Wrocław

1999
- Ogólnopolski Konkurs Fotograficzny Niesłyszących, Wrocław
- Ogólnopolski Konkurs Grafiki Komputerowej, Wrocław

1998
- Ogólnopolski Konkurs Fotograficzny Niesłyszących, Wrocław
- Wystawa Prac Malarskich Niesłyszących „Dni Łodzi na Piotrkowskiej”, Łódź (organizator)

1996
- Wystawa Prac Artystycznych „Niesłyszący twórcy w warszawskiej ASP”, Akademia Sztuk Pięknych, Warszawa

1995
- Wystawa Prac Artystycznych Niesłyszących, Galeria „In Blanco”, Łódź (organizator)
- Konkurs i Wystawa Pokonkursowa „Poezja bałuckich podwórek”, Łódź

1994
- Konkurs na kartkę świąteczną „Kraków, Boże Narodzenie, Choinka”, Fundacja Sztuki Osób Niepełnosprawnych, Kraków
- III Międzynarodowe Biennale Sztuk Plastycznych Osób Niepełnosprawnych, Kraków
- Ogólnopolska Wystawa Niesłyszących Twórców i Artystów, Bydgoszcz

1992
- Wystawa Przeglądowa „Sacrum w sztuce nieprofesjonalnej”, Łódzki Dom Kultury, Łódź
- Wystawa Poplenerowa, Łódź

1989
- Światowy Festiwal Plastyki Niesłyszących, Toruń

1988
- Zbiorowa Wystawa Prac Plastycznych Niesłyszących, Łódź

1987
- Ogólnopolski Przegląd Twórczości „Żyją wśród nas”, Konin

## Plenery, warsztaty
2007
- Sanok (organizator)
- Sominy (organizator)

2006
- Baranów Sandomierski
- Warszawa
- Poznań

2005
- Jarosław
- Łódź

2004
- Ogólnopolski Warsztat Malarski Niesłyszących, Jarkowice
- Przemyśl

2003
- Zakopane
- Międzynarodowy Plener Malarski Niesłyszących, Krosno i Preszów (Słowacja)
- Ogólnopolski Warsztat Malarski Niesłyszących, Murzasichle

2001
- Ogólnopolski Plener Malarski Niesłyszących, Stary Folwark
- Wojewódzki Plener Malarski Niesłyszących „Kraków na płótnie”, Kraków
- Ogólnopolski Plener Malarski Niesłyszących „Warszawa, wczoraj i dziś”, Warszawa (współorganizator)
- Ogólnopolski Warsztat Malarski Głuchych „Malarstwo w Terapii”, Przywidz (współorganizator)

2000
- Ogólnopolski Plener Malarski Niesłyszących „Bieszczady”, Lesko
- Ogólnopolski Warsztat Malarski Głuchych „Malarstwo w Terapii”, Kłodzko (współorganizator)

1999
- Ogólnopolski Warsztat Malarski Głuchych „Malarstwo w Terapii”, Kazimierz Dolny (organizator)

1998
- Ogólnopolski Plener Malarski Niesłyszących „Warsztaty w stolicy”, Warszawa
- Ogólnopolski Plener Malarski Niesłyszących „Topornia ‘98”, Topornia

1997
- Ogólnopolski Warsztat Malarski Głuchych „Malarstwo w Terapii”, Stare Juchy (organizator)
- Ogólnopolski Plener Malarski Niesłyszących „Dolina Popradu”, Piwniczna

1996
- Ogólnopolski Plener Malarski Niesłyszących, Kraków

1995
- Ogólnopolski Plener Malarski Niesłyszących „Ziemia Obiecana w malarstwie niesłyszących”, Łódź (organizator)
- Ogólnopolski Plener Plastyczny i Fotograficzny Niesłyszących, Olsztyn

1994
- Ogólnopolski Plener Malarski Niesłyszących, Tarnów

1991
- Plener Malarski, Łódź

## Osiągnięcia
2006
- Wyróżnienie pracy drukiem w katalogu jako nagroda w Konkursie „Polska – pierwszy rok w Unii Europejskiej”, Urząd Komitetu Integracji Europejskiej, Warszawa

2005
- I nagroda – Konkurs na Logo, Polskie Forum Osób Niepełnosprawnych, Warszawa

2003
- Nadanie Odznaczenia Zasłużonego Działacza Kultury przez Ministra Kultury i Dziedzictwa Narodowego Rzeczypospolitej Polskiej za wieloletnią pracę na polu artystycznym

2001
- III miejsce w kategorii malarstwo olejne – Wojewódzki Plener Malarski Niesłyszących „Kraków na płótnie”, Kraków
- Wyróżnienie – Ogólnopolski Konkurs Grafiki Komputerowej, Wrocław

2000
- I miejsce w kategorii malarstwo olejne – Ogólnopolski Warsztat Malarski Głuchych „Malarstwo w Terapii”, Kłodzko

1998
- Wyróżnienie – I Ogólnopolski Konkurs Grafiki Komputerowej, Wrocław
- V miejsce – Ogólnopolski Konkurs Grafiki Komputerowej Niesłyszących, Wrocław
- Wyróżnienie Prezesa Zarządu Głównego Polskiego Związku Głuchych w kategorii malarstwo olejne, II nagroda Wojewody Radomskiego w kategorii malarstwo akwarelowe – Ogólnopolski Plener Malarski Niesłyszących „Topornia ‘98”, Topornia

1997
- II miejsce w kategorii malarstwo olejne – Ogólnopolski Plener Malarski Niesłyszących „Dolina Popradu”, Piwniczna

1996
- Wyróżnienie honorowe w kategorii grafiki i rysunku – IV Międzynarodowe Biennale Sztuk Plastycznych Osób Niepełnosprawnych, Kraków